# E871号線
E871号線は(E871ごうせん、英: European route E871) はブルガリアのソフィア – キュステンディル – 北マケドニアのクマノヴォを結ぶ、欧州自動車道路のBクラス幹線道路。

## 経路

### 経過する主要都市

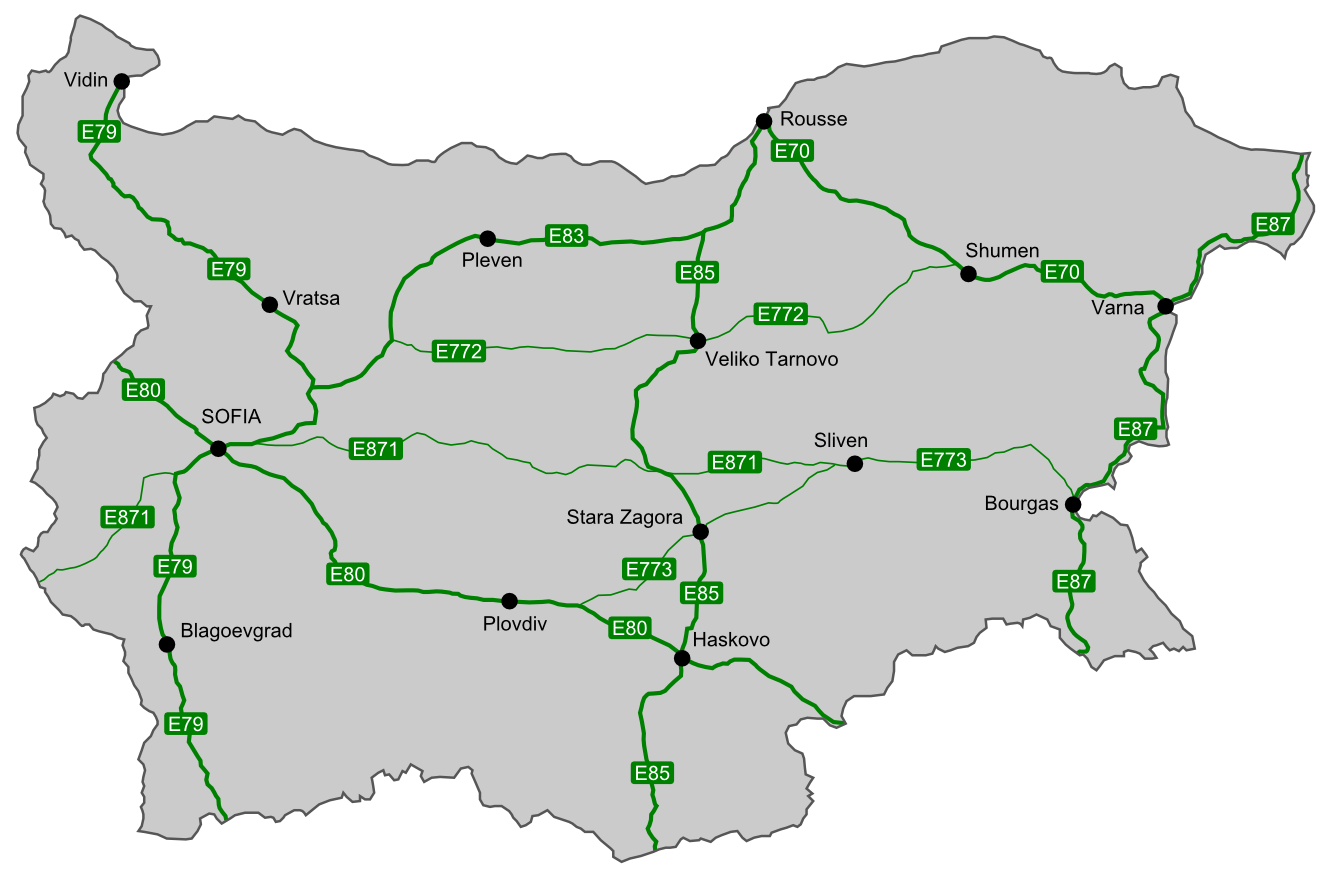
ブルガリアの欧州自動車道路

- ブルガリア
  - E80号線 – ソフィア
  - キュステンディル
- 北マケドニア
  - E75号線 – クマノヴォ